# Matrícula ferroviaria en España de 1971
La Matrícula ferroviaria en España de 1971 fue la implantación obligatoria, a partir del 1 de septiembre de 1971, de un sistema de matriculación basado en la ficha UIC 438-3 de la Unión Internacional de Ferrocarriles que estuvo en vigor hasta 2019.
Se componía de doce dígitos a los que se hará referencia con las siguientes letras:
Los ocho dígitos subrayados corresponden a lo que se podría denominar como "matrícula española", y es la que generalmente está rotulada de manera más visible en el exterior de los vehículos ferroviarios, en lugar de la matrícula completa o "matrícula internacional".

## Significado de los dígitos en material motor
- El primer dígito indica el tipo de vehículo, y siempre será un 9 para material motor. Cualquier otro valor indicaría que se trata de material remolcado.
- El segundo dígito -c- se denomina "dígito de complemento". Se calcula en función del valor del resto de dígitos. El procedimiento para obtenerlo se explicará posteriormente.
- Los dígitos tercero y cuarto indican la administración a la que pertenece el vehículo. Para los vehículos matriculados en España corresponde el número 71. Debido a la aparición en varios países de diferentes operadores, la UIC ha adoptado un nuevo código de operador de 4 dígitos,[1] pero esta nueva numeración aún no se ha adoptado en España. Cuando se adopte, la matrícula internacional pasará a estar comprendida por 14 dígitos. Los valores asignados serán 0071 para Adif y 1071 para Renfe.
- El quinto dígito -t- en material motor especifica el tipo de vehículo dentro de una composición compuesta por varios vehículos. En el caso de las locomotoras este dígito siempre será 0, y no se rotula con la matrícula española. En el caso de las unidades de tren, no se sigue el mismo criterio en todas las series pero como norma general se utiliza:
  - 9 para coche motor con cabina
  - 8 para coche remolque con cabina
  - 7 para coche remolque intermedio
  - 6 para coche motor intermedio
- Los dígitos sexto, séptimo y octavo -uvw- indican la serie a la que pertenecen los vehículos. El dígito -u- toma un valor en función del uso y el tipo de alimentación de los vehículos. El criterio para este dígito que se utiliza en España (cada país tiene el suyo) es el siguiente:
  - 0 indica maquinaria de vías y obras
  - 1 indica unidades de tren de alta velocidad
  - 2 indica locomotoras eléctricas
  - 3 indica locomotoras diésel
  - 4 indica unidades de tren eléctricas (no asignadas al 1)
  - 5 indica unidades de tren diésel
  - 6 indica locomotoras híbridas o duales
  - 7 indica trenes híbridos o duales
  - 8 indica trenes "Tren-Tram" (ajenos a la Red Ferroviaria de Interés General que circulan parcialmente por ella)
  - 9 sin uso actualmente
- Los dígitos noveno, décimo y undécimo -xyz- indican el orden del vehículo dentro de la serie. Dentro de una misma serie, por tanto, podría haber hasta 1000 vehículos para cada tipo (para cada dígito -t- diferente). En algunas series se ha llegado a utilizar el dígito noveno -x- (e incluso el décimo -y-) para identificar dentro de una misma serie distintas subseries a causa de diferencias mecánicas entre los diferentes vehículos. El dígito noveno también se ha llegado a utilizar para identificar la posición del vehículo dentro de una composición.
- El último dígito -a- es el denominado "dígito de autocontrol". Como ocurre con el "dígito de complemento", se calcula en función del valor del resto de dígitos, en este caso de los 6 dígitos anteriores, y su función es que se pueda comprobar automáticamente que no existe un error en la matrícula del vehículo.

## Cálculo los dígitos de autocontrol y complemento
Los dígitos de autocontrol y complemento se calculan en función del valor del resto de dígitos. En concreto, el de autocontrol depende del valor de los 6 dígitos que le anteceden, mientras que el de complemento depende del valor de la totalidad de los dígitos.
El sistema consiste en multiplicar por 1 los dígitos de rango impar (empezando por el último dígito) y por 2 los de rango par. A continuación se calcula la suma de todos los dígitos obtenidos en los productos, sin incluir precisamente el producto correspondiente al dígito que se desea calcular. En la suma así obtenida se retiene el último dígito, y su diferencia hasta diez será precisamente el valor del dígito buscado. Se calcula primeramente el dígito de autocontrol -a- y después el de complemento -c-.
A continuación se pondrá como ejemplo la primera tractora (9-6-71-9-130-003-7) de la unidad 130-003 para comprobar que su dígito de autocontrol es 7 y el de complemento es 6:
```
                                               u  v  w  x  y  z  a
    matrícula española:                        1  3  0  0  0  3  a
    factor de cálculo:                         1  2  1  2  1  2  1
    --------------------------------------------------------------
    producto:                                  1  6  0  0  0  6  -
```

```
    suma de dígitos:                         1 +6 +0 +0 +0 +6 = 13
    último dígito del resultado:                                 3
    dígito de autocontrol:                           a = 10 -3 = 7
```

```
                                9  c  7  1  t  u  v  w  x  y  z  a
    matrícula internacional:    9  c  7  1  9  1  3  0  0  0  3  7
    factor de cálculo:          2  1  2  1  2  1  2  1  2  1  2  1
    --------------------------------------------------------------
    producto:                  18  - 14  1 18  1  6  0  0  0  6  7
```

```
    suma de dígitos: 1 +8 +1 +4 +1 +1 +8 +1 +6 +0 +0 +0 +6 +7 = 44
    último dígito del resultado:                                 4
    dígito de complemento:                           c = 10 -4 = 6
```

## Ejemplos de uso de los diferentes dígitos

### El paso de la numeración antigua a la UIC y creación de subseries (locomotoras series 269, 279 y 289)
En España, la numeración UIC se adoptó en 1971. Todo el material recibido a partir de esa fecha incorporó desde el principio el nuevo sistema de numeración, pero el que ya existía por entonces debió cambiar su sistema de numeración. A pesar de ello nunca se borró la numeración antigua, la cual incluso hoy en día se utiliza en lenguaje familiar por profesionales y aficionados del ferrocarril. En la elección del nuevo número de serie de estos vehículos (dígitos -uvw-) se tuvo en cuenta, siempre que fue posible, la numeración antigua de los mismos para facilitar la correspondencia entre las series UIC y antigua.
Este es el caso de las locomotoras serie 279 y 289 recibidas a partir de 1967 las primeras y de 1969 las segundas. La numeración recibida inicialmente por estas series fue 7900 y 8900, por lo que se puede apreciar la analogía entre la antigua y la nueva numeración. Al tratarse de locomotoras eléctricas, el sexto dígito que completó el nuevo número de serie fue el 2.
A partir de 1973 y hasta 1984 llegaron las locomotoras 269, muy similares a las anteriores, pero con suficientes diferencias técnicas como para conformar una nueva serie. Ésta ha sido la serie de locomotoras eléctricas más numerosa que ha tenido Renfe (265 unidades). Dentro de la misma serie también había diferencias técnicas, lo que aconsejó la creación de 4 subseries en origen, y unas cuantas más creadas posteriormente como consecuencia de diferentes reformas sufridas. Como se ha explicado con anterioridad, las subseries (de existir) se identifican por el noveno dígito -x- de la matrícula. En el caso de las 269, las subseries originales son estas:
- Subserie 269.0: de 269.001 a 108 / reostáticas / birreductoras 80-140 km/h / servicios aux: continua / Años 1973-1978
- Subserie 269.2: de 269.201 a 331 / reostáticas / birreductoras 100-160 km/h / servicios aux: trifásica / Años 1980-1984
- Subserie 269.5: de 269.501 a 522 / reostáticas / birreductoras 90-160 km/h / servicios aux: continua / Años 1974-1979
- Subserie 269.6: de 269.601 a 604 / chopper / birreductoras 100-160 km/h / servicios aux: trifásica / Año 1981

Con el paso de los años han aparecido subseries nuevas como consecuencia de diferentes reformas de las anteriores, como es el paso a monoreductoras de 160 km/h para trenes de viajeros de diversas unidades 269.2 (subserie 269.4), o el paso a monoreductoras a 120 o 100 km/h para trenes de mercancías de diversas unidades 269.0 (subseries 269.7 y 8), etc. Las 269.6 conservaron su numeración al pasar a monorredcutoras a 200 (1987) y 160 (1999).

### El uso de los dígitos 5º y 9º para distinguir un vehículo dentro de una composición
El quinto dígito -t- distingue el tipo de vehículo dentro de una composición. El uso de los valores 6 a 9 es la norma general. Así, en una serie 120 los dos coches extremos, al ser ambos motores, utilizan el 9, mientras que los dos intermedios, también motores, utilizan el 6. Del mismo modo en una serie 448, el extremo motor utiliza el 9, el remolque intermedio el 7 y el remolque extremo el 8.
Sin embargo hay excepciones a la norma. Una de ellas es la serie 100, el primer tren de alta velocidad en España, el cual está compuesto por dos cabezas tractoras y ocho remolques intermedios. Los vehículos de una misma composición usan de manera correlativa para el 5º dígito los números 0 al 9 y comparten los dígitos 6º a 11º. El número de unidad dentro de la serie se puede distinguir en los dígitos 10º y 11º. Así, la primera unidad está compuesta por los vehículos:
- 0-100-001 (tractora)
- 1-100-001 (remolque)
- 2-100-001 (remolque)
- 7-100-001 (remolque)
- 8-100-001 (remolque)
- 9-100-001 (tractora)

Sin embargo, la extinta serie 101, incluso con todas las similitudes que compartía con la serie 100, no estaba numerada siguiendo el mismo criterio. En esta serie, la posición del vehículo en la composición la marcaba el dígito 9º, utilizando para el 5º dígito la norma del 9 para las tractoras y el 7 para los remolques. Como ocurre con la serie 100, el número de unidad dentro de la serie se puede distinguir con los dígitos 10º y 11º. Así pues, la primera unidad tiene la siguiente numeración:
- 9-101-101 (tractora)
- 7-101-101 (remolque)
- 7-101-201 (remolque)
- 7-101-701 (remolque)
- 7-101-801 (remolque)
- 9-101-201 (tractora)

También se dan casos en que todos vehículos de la serie que comparten el 5º dígito estén numerados de manera correlativa independientemente de la composición en la que se encuentren, de modo que no resulta obvio conocer el número de unidad dentro de la serie a través de la matrícula de cualquiera de los vehículos que la componen. Este es el caso de la serie 130, donde la primera unidad está formada por:
- 9-130-001 (tractora)
- 7-130-001 (remolque)
- 7-130-002 (remolque)
- 7-130-010 (remolque)
- 7-130-011 (remolque)
- 9-130-002 (tractora)

Y así sucesivamente. La manera como está numerada la serie 100, sin ser la habitual, no agota tan rápidamente la numeración. Esto es algo que de todos modos difícilmente puede llegar a ocurrir en España, ya que las series han sido tradicionalmente cortas, pero que con la tendencia de los últimos años puede llegar a ocurrir al haber no sólo series más largas, sino con muchos vehículos (como, por ejemplo, las series 102 y 130).

## Material móvil existente

### Unidades de alta velocidad y velocidad alta (Serie 1xx)
| Serie       | Apodo    | Operador     | Servicios   | Ancho           | Electrificación     | Fabricante | Periodo en servicio | Composición | Imagen | Notas |
| ----------- | -------- | ------------ | ----------- | --------------- | ------------------- | ---------- | ------------------- | ----------- | ------ | ----- |
| S-100       |          | Renfe        | AVE         | 1435 mm         | 25 kV 50 Hz         |            |                     |             |        |       |
| S-100 (bit) |          | Renfe        | AVE         | 1435 mm         | 25 kV 50 Hz 3 kV cc |            |                     |             |        |       |
| S-101       |          | Renfe        | Euromed     |                 |                     |            |                     |             |        |       |
| S-102       | Pato     | Renfe        | AVE         | 1435 mm         | 25 kV 50 Hz         |            |                     |             |        |       |
| S-103       |          | Renfe        | AVE         | 1435 mm         | 25 kV 50 Hz         |            |                     |             |        |       |
| S-104       | Gusanito | Renfe        | Avant       | 1435 mm         | 25 kV 50 Hz         |            |                     |             |        |       |
| S-105       | Oaris    | Renfe        |             |                 |                     | CAF        |                     |             |        |       |
| S-106       | Avril G3 | Renfe        |             | 1435 mm         |                     | Talgo      |                     |             |        |       |
| S-106 (RD)  | Avril G3 | Renfe        |             | 1435 mm 1668 mm |                     | Talgo      |                     |             |        |       |
| S-107       |          | Renfe        |             |                 |                     |            |                     |             |        |       |
| S-108       |          | Ouigo España | OUIGO       | 1435 mm         | 25 kV 50 Hz         |            |                     |             |        |       |
| S-109       |          | ILSA         | iryo        | 1435 mm         |                     |            |                     |             |        |       |
| S-112       | Pato     | Renfe        | AVE         | 1435 mm         | 25 kV 50 Hz         |            |                     |             |        |       |
| S-114       |          | Renfe        | Avant       | 1435 mm         | 25 kV 50 Hz         |            |                     |             |        |       |
| S-120       |          | Renfe        | Alvia       | 1435 mm 1668 mm | 25 kV 50 Hz 3 kV cc |            |                     |             |        |       |
| S-121       |          | Renfe        | Avant Alvia | 1435 mm 1668 mm | 25 kV 50 Hz 3 kV cc |            |                     |             |        |       |
| S-130       | Patito   | Renfe        | Alvia       | 1435 mm 1668 mm | 25 kV 50 Hz 3 kV cc |            |                     |             |        |       |

### Automotores eléctricos (Serie 4xx)
| Serie   | Apodo      | Operador | Servicios                | Ancho   | Electrificación | Fabricante  | Periodo en servicio | Composición | Imagen | Notas                   |
| ------- | ---------- | -------- | ------------------------ | ------- | --------------- | ----------- | ------------------- | ----------- | ------ | ----------------------- |
| 430     |            |          |                          |         |                 |             |                     |             |        |                         |
| 431     |            |          |                          | 1000 mm |                 |             |                     |             |        |                         |
| 432     |            | Renfe    |                          |         |                 |             |                     |             |        |                         |
| 433     |            |          |                          |         |                 |             |                     |             |        |                         |
| 433 (f) |            | Renfe    | Cercanías AM             | 1000 mm | 1,5 kV cc       |             |                     |             |        | Ex-FEVE, serie 3300     |
| 434     |            |          |                          |         |                 |             |                     |             |        |                         |
| 435     |            |          |                          |         |                 |             |                     |             |        |                         |
| 435 (f) |            | Renfe    | Cercanías AM             | 1000 mm | 1,5 kV cc       |             |                     |             |        | Ex-FEVE, serie 3500     |
| 436     | Suiza      |          |                          |         |                 |             |                     |             |        |                         |
| 436 (f) |            | Renfe    | Cercanías AM             | 1000 mm | 1,5 kV cc       |             |                     |             |        | Ex-FEVE, serie 3600     |
| 437     | Suiza      |          |                          |         |                 |             |                     |             |        |                         |
| 438     | Suiza      |          |                          |         |                 |             |                     |             |        |                         |
| 438 (f) |            | Renfe    | Cercanías AM             | 1000 mm | 1,5 kV cc       |             |                     |             |        | Ex-FEVE, serie 3800     |
| 439     |            |          |                          |         |                 |             |                     |             |        |                         |
| 440     |            | Renfe    |                          | 1668 mm | 3 kV cc         |             |                     | M-R-C / M-C |        |                         |
| 440R    |            | Renfe    | Regional Regional Exprés | 1668 mm | 3 kV cc         |             |                     | M-R-C / M-C |        | Reforma de la serie 440 |
| 441     |            |          |                          | 1668 mm | 1,5 kV cc       |             |                     |             |        |                         |
| 442     |            | Renfe    | Cercanías                | 1000 mm | 1,5 kV cc       |             |                     | M-C         |        |                         |
| 443     | Platanito  |          |                          |         |                 |             |                     |             |        |                         |
| 444     |            | Renfe    |                          |         |                 |             |                     |             |        |                         |
| 445     | CDTI       |          |                          |         |                 |             |                     | M-R-M / M-M |        |                         |
| 446     |            | Renfe    | Cercanías                | 1668 mm | 3 kV cc         |             |                     | M-R-M       |        |                         |
| 447     |            | Renfe    | Cercanías Regional       | 1668 mm | 3 kV cc         |             |                     | M-R-M       |        |                         |
| 448     | Lavadora   | Renfe    | Regional Regional Exprés | 1668 mm | 3 kV cc         |             |                     |             |        |                         |
| 449     | Besugo     | Renfe    | MD Regional Exprés       | 1668 mm | 3 kV cc         |             |                     |             |        |                         |
| 450     | Buque      | Renfe    | Cercanías                | 1668 mm | 3 kV cc         |             |                     | M-R-R-R-R-M |        |                         |
| 451     | Mini buque | Renfe    | Cercanías                | 1668 mm | 3 kV cc         |             |                     | M-R-C       |        |                         |
| 462     | Civia      | RENFE    | Cercanías                | 1668 mm | 3 kV cc         |             |                     | M-M         |        | Prototipo de Civia      |
| 463     | Civia      | Renfe    | Cercanías                | 1668 mm | 3 kV cc         | CAF, Alstom |                     | M-R-M       |        |                         |
| 464     | Civia      | Renfe    | Cercanías                | 1668 mm | 3 kV cc         | CAF, Alstom |                     | M-R-R-M     |        |                         |
| 465     | Civia      | Renfe    | Cercanías                | 1668 mm | 3 kV cc         | CAF, Alstom |                     | M-R-R-R-M   |        |                         |
| 470     |            | Renfe    | Regional Regional Exprés | 1668 mm | 3 kV cc         |             |                     | M-R-C / M-C |        | Reforma de la serie 440 |
| 490     |            | Renfe    | Alaris                   | 1668 mm | 3 kV cc         |             |                     |             |        |                         |

### Automotores diésel (Serie 5xx)
| Serie | Apodo | Operador | Servicios                | Ancho   | Fabricante | Periodo en servicio | Composición | Imagen | Notas |
| ----- | ----- | -------- | ------------------------ | ------- | ---------- | ------------------- | ----------- | ------ | ----- |
|       |       |          |                          |         |            |                     |             |        |       |
|       |       |          |                          |         |            |                     |             |        |       |
|       |       |          |                          |         |            |                     |             |        |       |
|       |       |          |                          |         |            |                     |             |        |       |
|       |       | Renfe    | Cercanías AM             | 1000 mm |            |                     |             |        |       |
|       |       |          |                          |         |            |                     |             |        |       |
|       |       |          |                          |         |            |                     |             |        |       |
|       |       | Renfe    | Cercanías AM             | 1000 mm |            |                     |             |        |       |
|       |       |          |                          |         |            |                     |             |        |       |
|       |       | Renfe    | Cercanías AM             | 1000 mm |            |                     |             |        |       |
|       |       |          |                          |         |            |                     |             |        |       |
|       |       |          |                          |         |            |                     |             |        |       |
|       |       | Renfe    | Cercanías AM             | 1000 mm |            |                     |             |        |       |
|       |       |          |                          |         |            |                     |             |        |       |
|       |       |          |                          |         |            |                     |             |        |       |
|       |       | Renfe    | Regional Regional Exprés | 1668 mm |            |                     |             |        |       |
|       |       |          |                          |         |            |                     |             |        |       |
|       |       | Renfe    | Cercanías                | 1000 mm |            |                     |             |        |       |
|       |       |          |                          |         |            |                     |             |        |       |
|       |       |          |                          |         |            |                     |             |        |       |
|       |       |          |                          |         |            |                     |             |        |       |
|       |       | Renfe    | Cercanías                | 1668 mm |            |                     |             |        |       |
|       |       | Renfe    | Cercanías Regional       | 1668 mm |            |                     |             |        |       |
|       |       | Renfe    | Regional Regional Exprés | 1668 mm |            |                     |             |        |       |
|       |       | Renfe    | MD Regional Exprés       | 1668 mm |            |                     |             |        |       |
|       |       | Renfe    | Cercanías                | 1668 mm |            |                     |             |        |       |
|       |       | Renfe    | Cercanías                | 1668 mm |            |                     |             |        |       |
|       |       | RENFE    | Cercanías                | 1668 mm |            |                     |             |        |       |
|       |       | Renfe    | Cercanías                | 1668 mm |            |                     |             |        |       |
|       |       | Renfe    | Cercanías                | 1668 mm |            |                     |             |        |       |
|       |       | Renfe    | Cercanías                | 1668 mm |            |                     |             |        |       |
|       |       | Renfe    | Regional Regional Exprés | 1668 mm |            |                     |             |        |       |
|       |       |          |                          |         |            |                     |             |        |       |
|       |       |          |                          |         |            |                     |             |        |       |